# ヒアシンソイデス属
ヒアシンソイデス属（ヒアシンソイデスぞく、学：Hyacinthoides）は、キジカクシ科ツルボ亜科に含まれる植物の属の一つ。ヒアシントイデス属、ヒヤシンソイデス属、ヒアキンソイデス属とも呼ばれる。和名はツリガネズイセン属と呼ばれる。

## 概要
西ヨーロッパと地中海を挟み対岸の、アルジェリア、モロッコ、チュニジア等アフリカ北西部の地域が原産地の多年草である。一部種は北米のアメリカやカナダ南部に帰化している。花は下向きに付き、外花被と内花被が一体化した同花被花となっており、濃い縦筋が一本中心部分に走っている。花の形状は釣鐘状で、穂状花序となり、ヒヤシンスに似た草姿になる。但しイングリッシュ・ブルーベルと呼ばれる種は、花茎は湾曲、下垂し、花の縁が大きく反り返り、スズランに似た様な草姿となる。花色は白色、薄紫色、群青色、青紫色、桃色がある。黄色や赤色等の花色は現状確認されていない。花はどの種も決まって根本に近い方から順に咲いていく。葉はやや肉厚で、葉脈は目立たない。一つの株は開花時に葉を5～10枚程度放射状に出す。幅は品種によって異なり、ヒスパニカ種（H. hispanica）は太く扁平した葉を持つが、ノン・クリスパ種（H. non-scripta）の様に糸状の葉を出す種もある。花茎の高さは20～40㎝となり、先端は花色と同じく紫みを帯びている。

## 栽培方法
球根の植え付けは9～11月頃に行う。球根の頭部が露出するくらい浅く植える。冬季は水を控えめにやり、表土が乾燥して3日程度経過すれば再び灌水を行うサイクルを繰り返す。春頃に花茎と葉が顔を出すので、この時期に施肥を行う。速効性の液体肥料を与えると肥効成分が素早く効き、花付きが良くなる。着蕾期（ちゃくらいき）に入ったら水を絶やさないようにする。但し過灌水による根腐れに注意する。花期が過ぎると休眠期に入るので日陰などの涼しく風通しの良い場所で夏越しをさせる。ヒスパニカ種（H. hispanica）はシラー・カンパニュラータの名で流通している場合がある。また、イングリッシュ・ブルーベルと、シラー・カンパニュラータの種間交雑種も販売されている。ングリッシュ・ブルーベルの方が若干花期が早い。花言葉には「変わらない愛情」「寂しさ」がある。

## 名称について
属名Hyacinthoidesの由来は、ヒアシンス属（Hyacinthus）＋～に似る（oides）の合成語で、「ヒアシンス属の植物に似た」という意味になる。ヒスパニカ種（H. hispanica）の草姿がヒアシンスに似ている事にちなむ。。

## 下位分類
ヒアシンソイデス種は20種類程度認められる。参照元はこちら。

### 栽培される種
- イングリッシュ・ブルーベル

　（Hyacinthoides non-scripta）
ベネルクス三国、フランス、イギリス、アイルランド、イベリア半島が原産地の種類。ドイツやイタリア、ルーマニア、アメリカ等に帰化している。草丈はヒスパニカ種よりやや小さく、草姿はスズランに似る。学名から、ヒアシンソイデス・ノン－クリスパとも呼ばれる。種小名の意味は「書き写しできない」という意味がある。
- スパニッシュ・ブルーベル

　（Hyacinthoides hispanica）
イベリア半島原産で西欧やアメリカに帰化している。学名から、ヒアシンソイデス・ヒスパニカとも呼ばれる。英名はウッド・ヒアシンス、和名はツリガネズイセン（釣鐘水仙）である。種小名の意味は「スペイン原産の」という意味である。
- ヒアシンソイデス・マッサルティアナ

　（Hyacinthoides × massartiana）
上記２種の種間自然交雑種である。スペインが原産地で、周辺に帰化、逸出している。

### その他の種
- Hyacinthoides cedretorum (Pomel) Dobignard
- Hyacinthoides paivae S.Ortiz & Rodr.Oubiña

- Hyacinthoides flahaultiana (Emb.) Dobignard
- Hyacinthoides mauritanica (Schousb.) Speta
- Hyacinthoides reverchonii (Degen & Hervier) Speta

- Hyacinthoides aristidis (Coss.) Rothm.
- Hyacinthoides ciliolata (Pomel) Rumsey
- Hyacinthoides italica (L.) Rothm.
- Hyacinthoides lingulata (Poir.) Rothm.

## ギャラリー

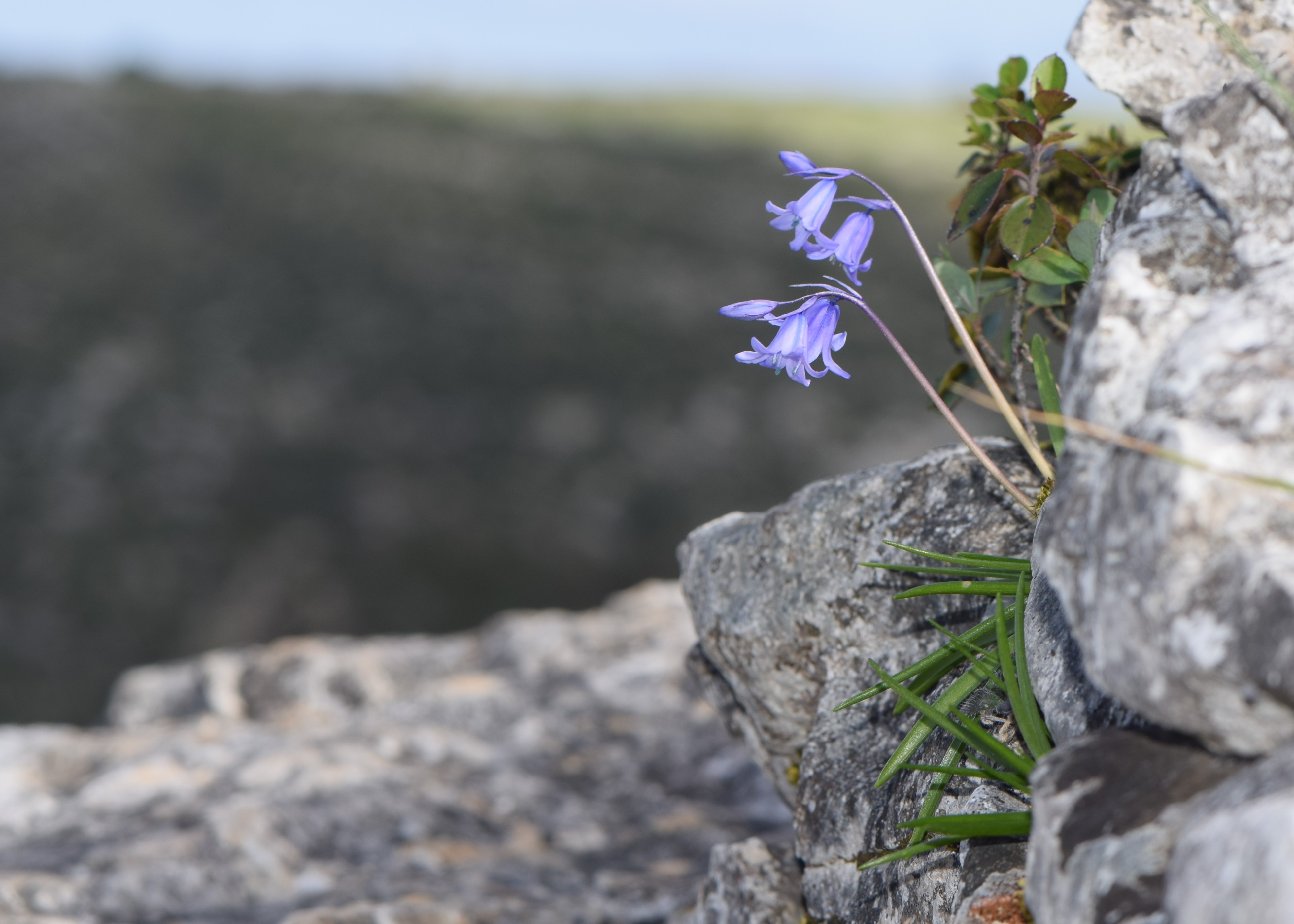
自生地でのヒスパニカ種
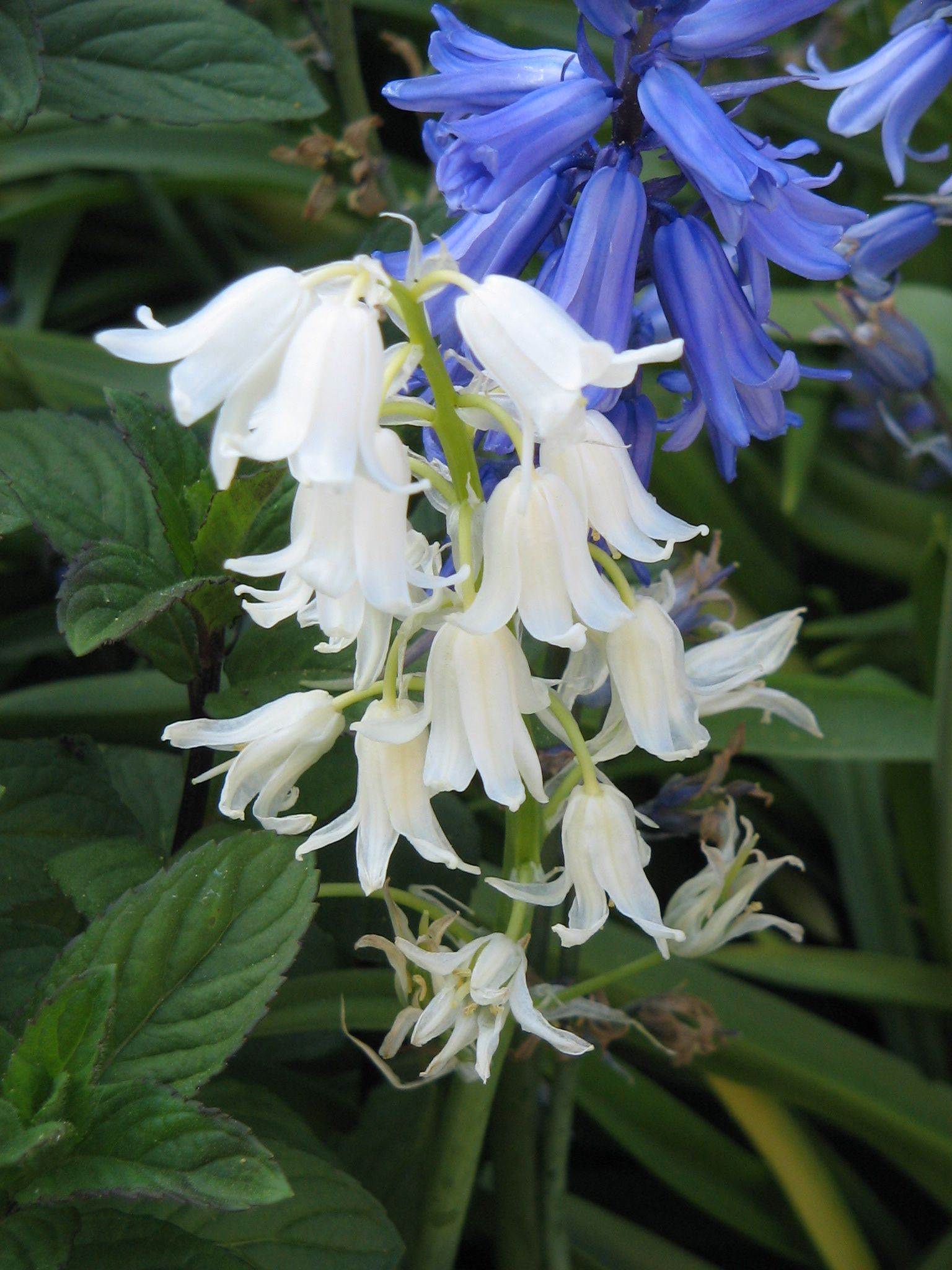
白花のヒスパニカ種
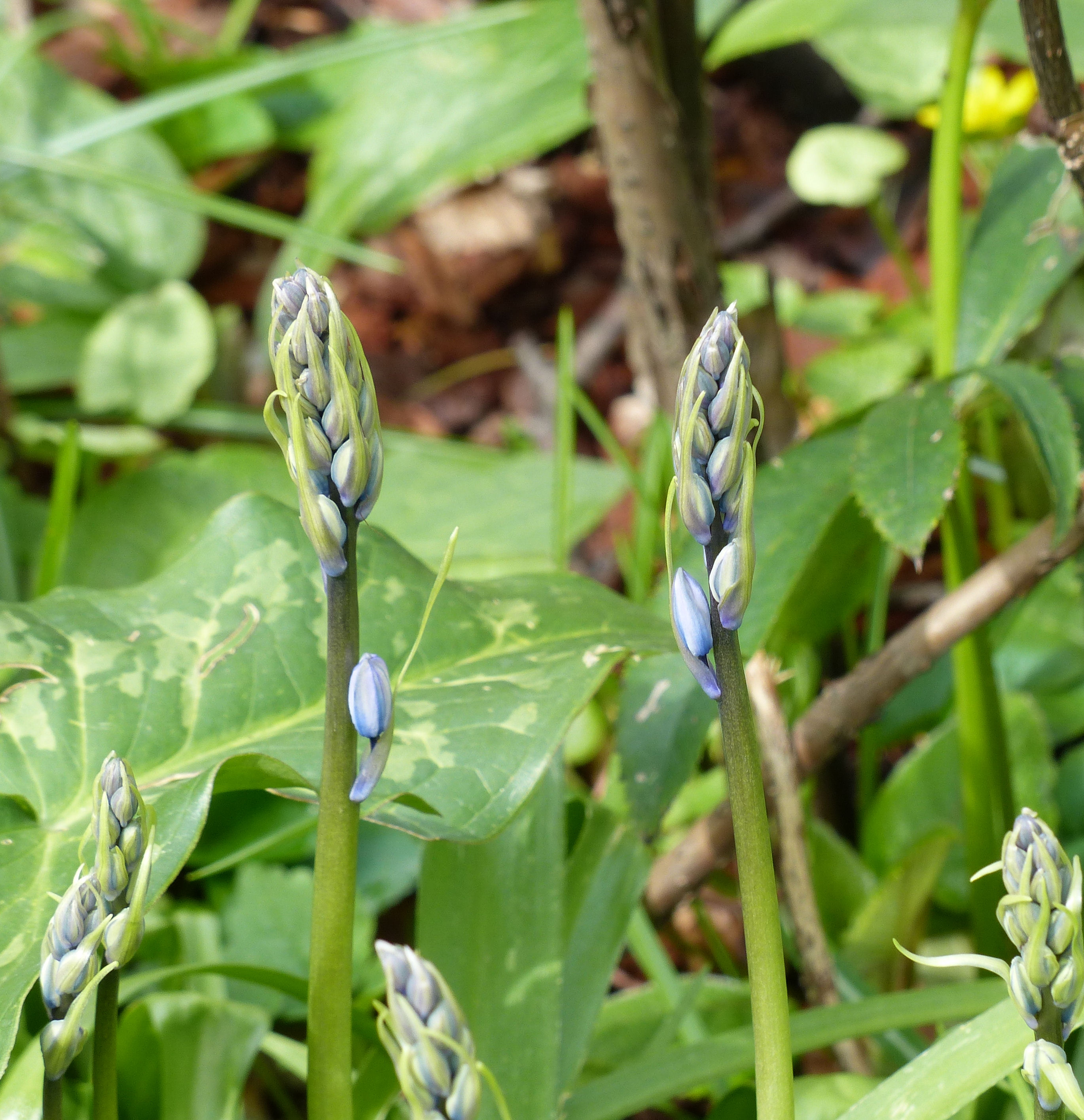
ヒスパニカ種の花蕾
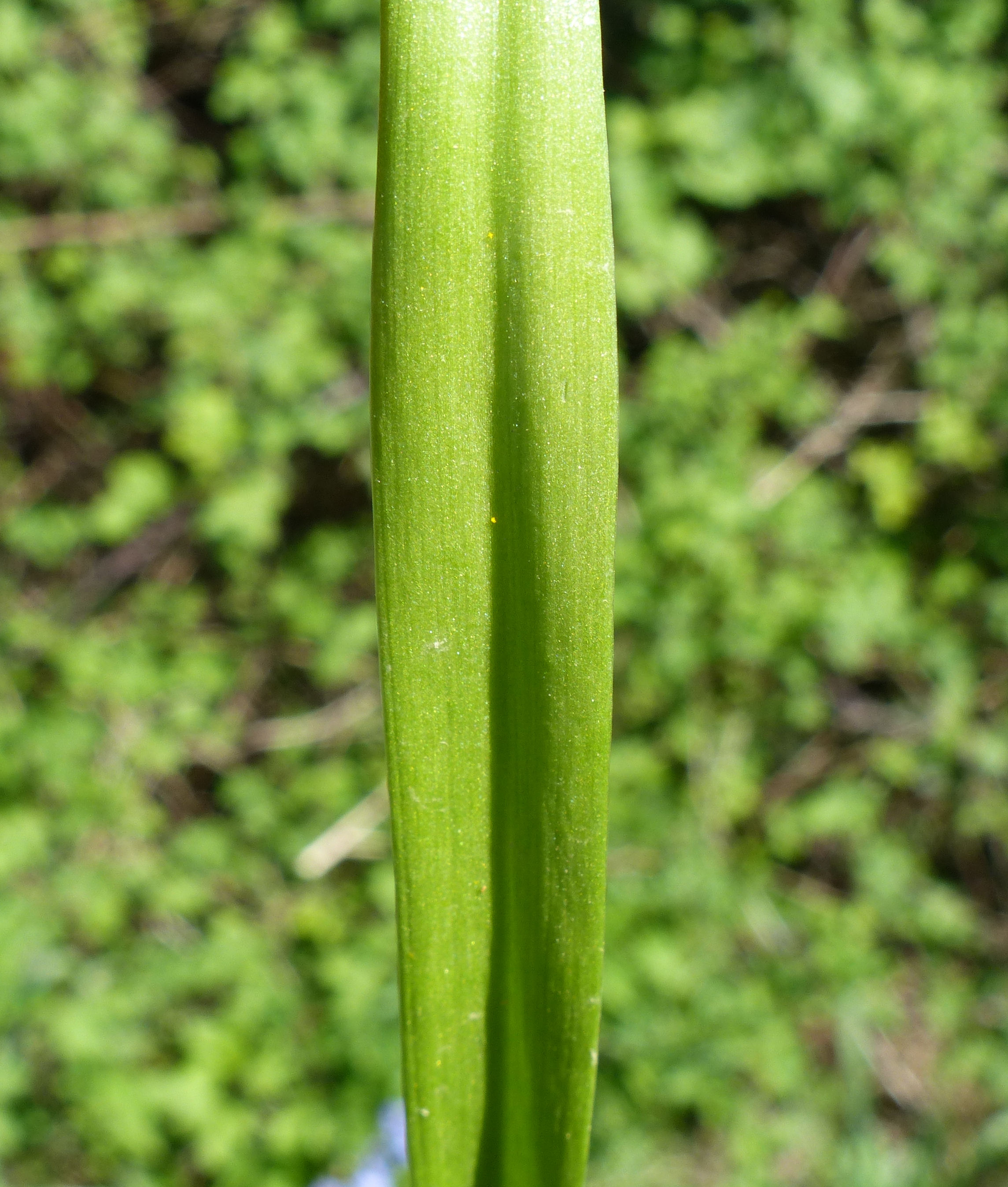
ヒスパニカ種の葉
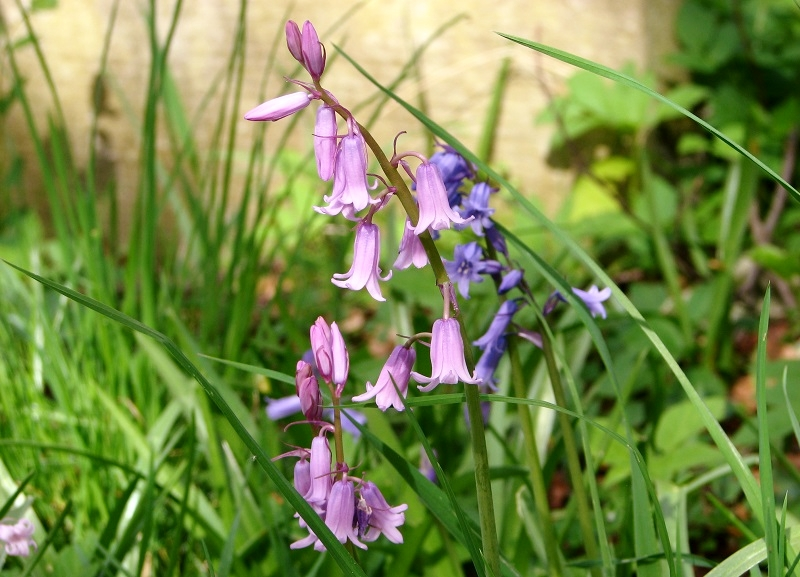
桃色のイングリッシュ・ブルーベル
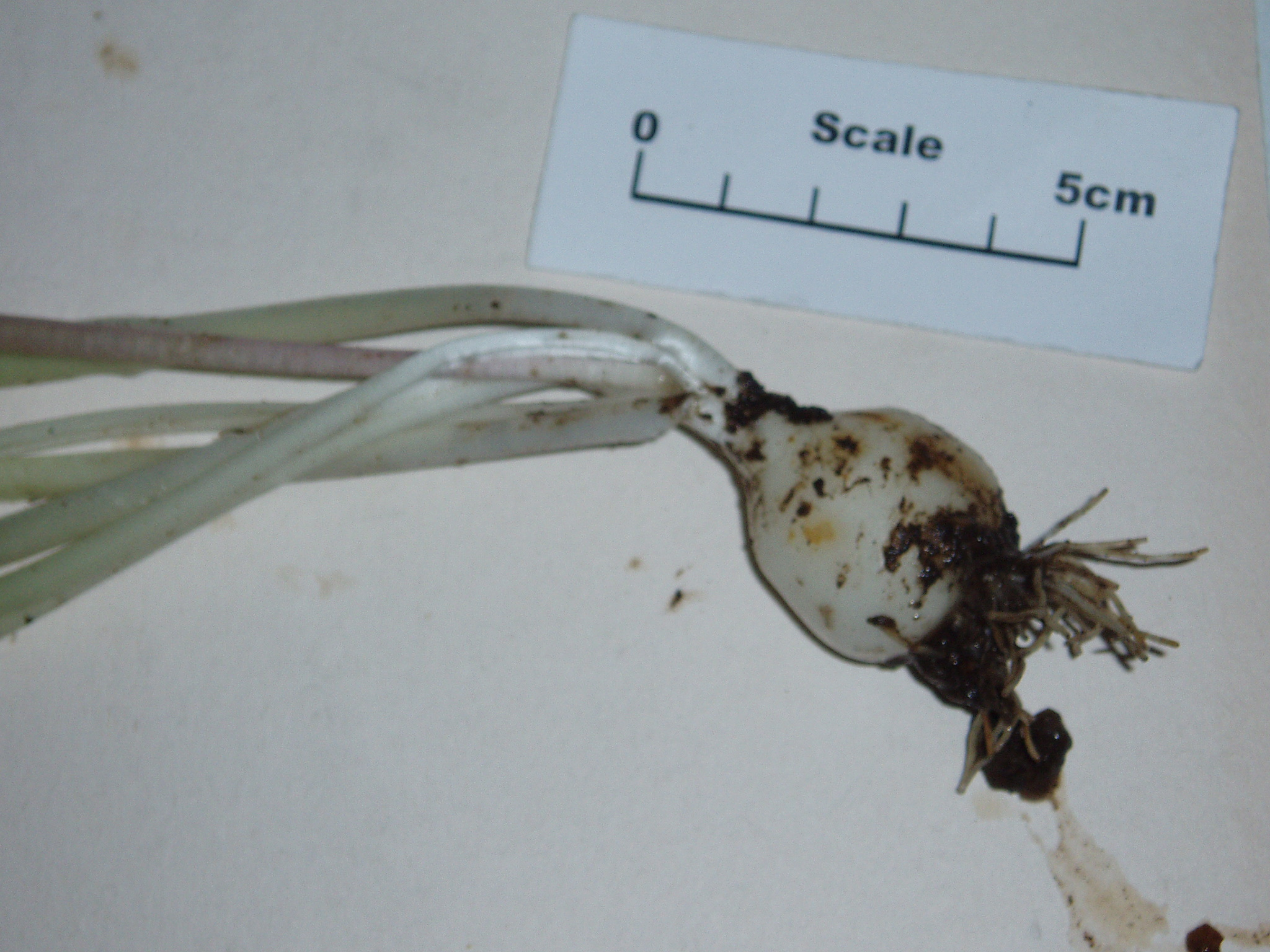
イングリッシュ・ブルーベルの球根
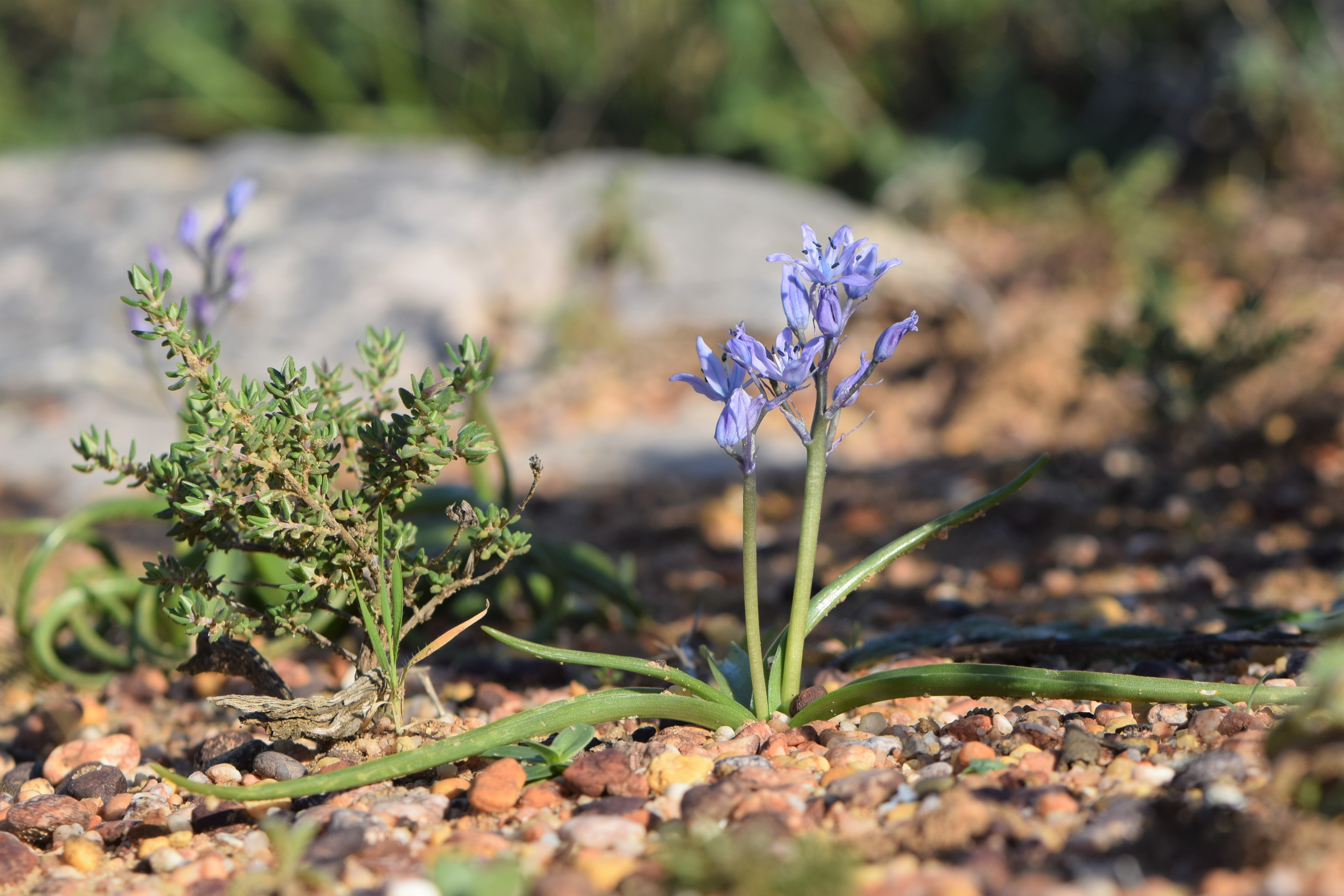
Hyacinthoides mauritanica
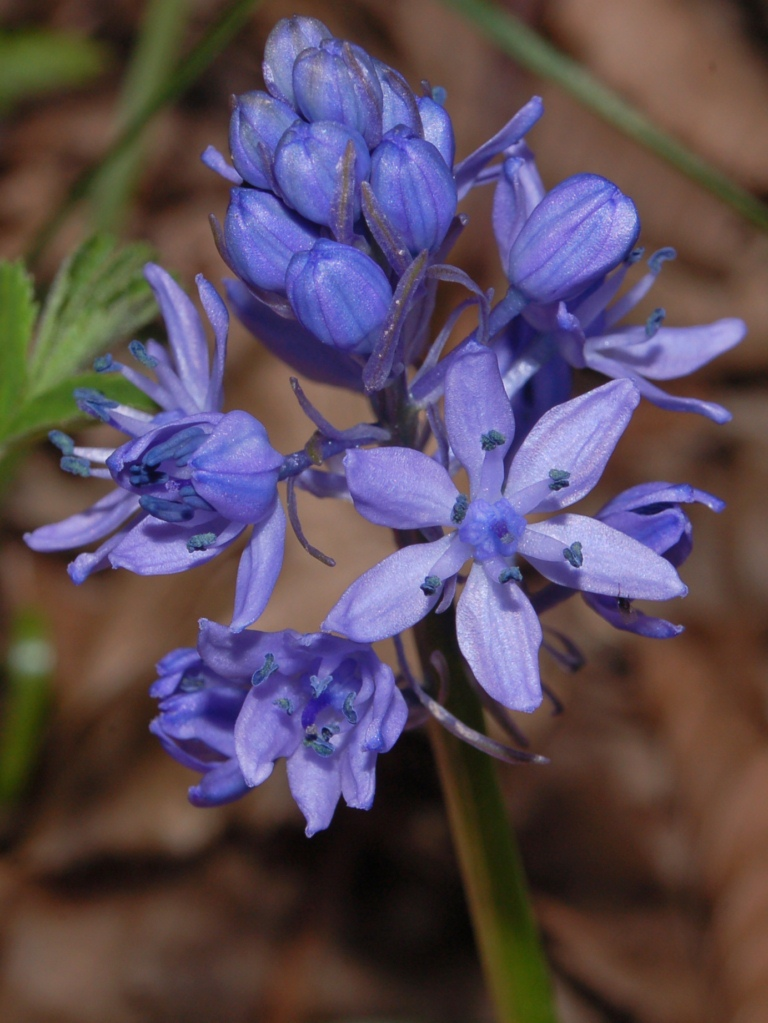
Hyacinthoides italica